# 3.5インチ FFAR

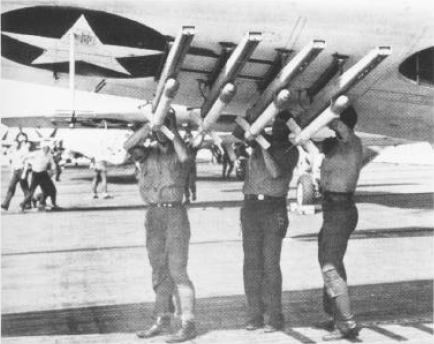
TBFアヴェンジャーの主翼下、誘導レール型ランチャーに取り付けられる3.5インチ FFAR

3.5インチ FFAR（3.5-Inch Forward Firing Aircraft Rocket、3.5インチ前方発射航空ロケット弾）は、航空機から潜水艦を攻撃する手段として第二次世界大戦中のアメリカ合衆国で開発されたロケット弾である。
このロケット弾は開発目的を達成する成功を収め、地上・海上の敵目標に対して攻撃できる発展型も生まれた。

## 設計・開発
1942年中にイギリス空軍で行われた対潜兵器としての空中発射型ロケット推進兵器の研究に追従して、1943年夏、アメリカ海軍においても独自の対潜ロケット弾を開発するプロジェクトが高い優先度で立ち上がった。
生まれたロケット弾は、尾部に4枚の安定用フィンを持つ単純なデザインで、1943年からカリフォルニア工科大学で研究中だったロケットモーターで推進されるものとなった。弾頭は炸薬を入れない中実となっていた。ロケット弾の先端は硬い鋼鉄の塊となっており、その重量は20ポンド（約9.07kg）。命中時の高い飛翔速度と弾頭重量による運動エネルギー弾として、目標敵潜水艦の耐圧殻を破るものだった。3.5インチ FFARの先端部は比較的鈍い円錐形をしており、この形状はロケット弾が水面に突入した際に水中弾道を水平向けに最大限持ち上げる効果があることが実験によって分かっていた。この挙動は、浮上している、あるいは浅いシュノーケル深度や潜望鏡深度で航行中の潜水艦に対し致命的な角度で命中する効果をもたらした。水面への突入角度が急すぎると浅い深度で敵に命中する効果がなくなるため、ロケット弾は発射母機を緩降下させながら発射される。このロケット弾は水中を130フィート（約43m）進んでも致命傷を与える効果を残しているため、パイロットは実際の潜水艦の大きさの数倍の範囲を目標として狙うことが可能だった。目標潜水艦の60フィート（約20m）手前に着水させるのが命中率が高いと考えられた。典型的な有効射程は1,500ヤード（約1,400m）であった。

## 戦果と発展型
迅速な開発が行われ、この兵器は「3.5-Inch Forward Firing Aircraft Rocket」という制式名称を与えられて、1943年8月から月産10,000発の量産が指示されて同年終わりからアメリカ海軍で実戦配備となった。3.5インチ FFARの最初の敵潜水艦「撃沈」は1944年1月11日のことだった。ロケット弾は当初TBFアベンジャー雷撃機に搭載された。ロケット弾を発射まで主翼の下に保持するランチャーは、当初は全長92インチ（約2.34m）の誘導レールを用いたタイプ（channel-slide launchers）が用いられたが発生する空気抵抗が激しすぎたため、1945年5月に点で保持する新型（zero length launchers）が導入されると一斉に置き換えられた。新型ランチャーはすぐに、大半の戦闘機と多くの軽爆撃機に直径3.25インチ（82.5mm）から5インチ（127mm）のさまざまなロケット弾を搭載する手段となった。
3.5インチ FFARの命中精度は地上・海上の敵目標に対して用いるにも十分なものがあったが、これらの目標に用いるには炸薬入り弾頭に交換する必要があり、しかしロケット弾の直径が小さいため装着可能な弾頭の大きさ（炸薬の量）が制限され爆発威力の不足が懸念された。このことから、対艦用・対地上用のロケット弾としては対空砲用のMk 35 5インチ砲弾を再融合した45ポンド（約20.4kg）弾頭が用意されて、「5" AR」と略称された5インチ FFARが生産された。

## 性能諸元
- 種類：　対潜ロケット弾
- 開発国：　アメリカ合衆国
- 運用国：　アメリカ海軍
- 生産期間： 1943 - 1944年
- 重量：　54ポンド（24kg）
- 長さ：　全長4フィート7インチ（1.40m）、ロケットモーター部45インチ（1,100mm）+鋼製弾頭部10インチ（250mm）
- 直径：　ロケットモーター部3.25インチ（83mm）、弾頭部3.5インチ（89mm）
- 炸薬：　無し
- エンジン：　カリフォルニア工科大学 固体燃料ロケット 2,300lbf（10.4kN）
- 射程：　1,500ヤード（1,400m）
- 飛翔速度：　1,045マイル毎時（1,682km/h） = 1,180フィート毎秒（360m/s）、加速力は発射母機の速度+240マイル毎時（390 km/h）
- 誘導装置：　無し